# Оксид осмия(VIII)
Окси́д о́смия(VIII) (тетраокси́д о́смия) — высший оксид осмия, брутто-формула (система Хилла) {\displaystyle {\ce {OsO4}}}.

## Физические свойства
Оксид осмия(VIII) при стандартных условиях представляет собой жёлто-коричневые кристаллы моноклинной сингонии с характерным запахом, напоминающим озон. Чистый тетраоксид осмия бесцветный, однако, предполагается, что его жёлтый оттенок обусловлен примесями оксида осмия(IV).
Неустойчив, возгоняется уже при комнатной температуре.
Хорошо растворим в различных органических растворителях, умеренно растворим в воде, с которой он обратимо реагирует с образованием {\displaystyle {\ce {Os(H2O)2O4}}}.
Молекулы оксида осмия(VIII) тетраэдрической формы и, следовательно, неполярны.

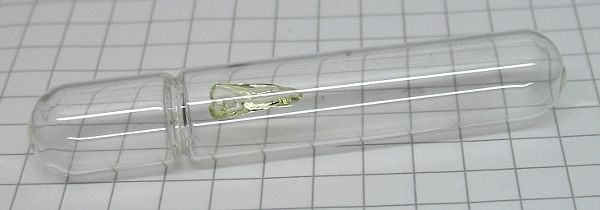
Оксид осмия(VIII) в ампуле
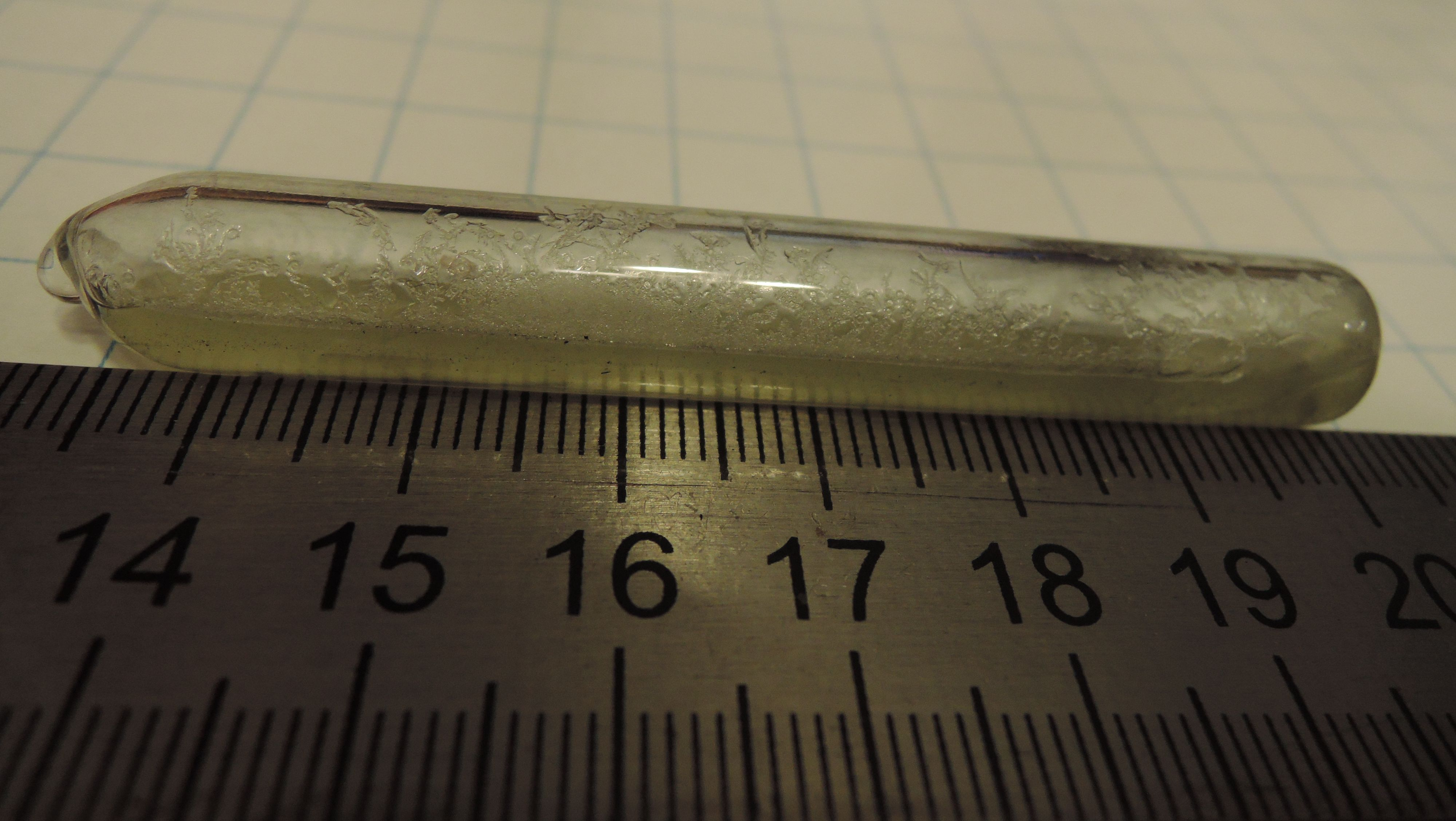
Оксид осмия(VIII) в ампуле
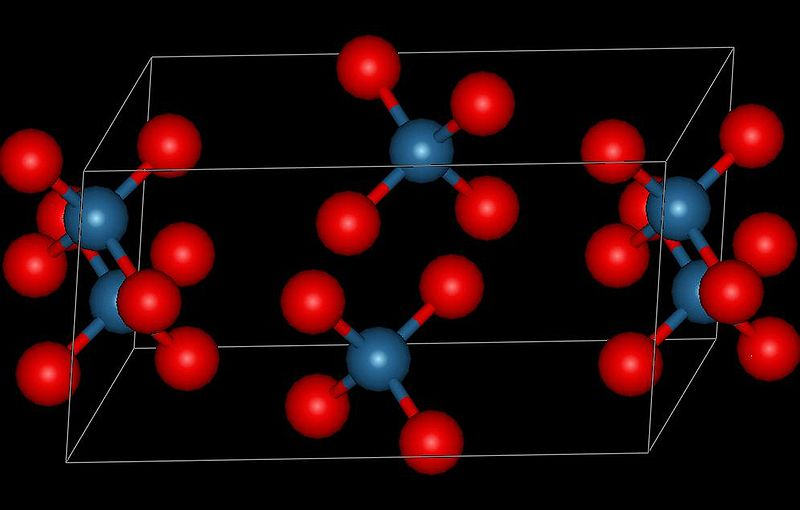
Кристаллическая решётка {\displaystyle {\ce {OsO4}}}

## Получение
Взаимодействием металлического осмия с кислородом при высокой температуре:
{\displaystyle {\ce {Os + 2 O2 -> OsO4}}}.
Также тетраоксид осмия можно получить окислением осматов(IV) азотной кислотой:
{\displaystyle {\ce {CaOsO3 + 6 HNO3 -> OsO4 ^ + 4 NO2 ^ + Ca(NO3)2 + 3 H2O}}}.

## Химические свойства
Тетраоксид осмия взаимодействует с концентрированной соляной кислотой:
{\displaystyle {\ce {OsO4 + 10 HCl -> H2[OsCl6] + 2 Cl2 ^ + 4 H2O}}}.
Тетраоксид осмия взаимодействует с щелочами с образованием перосматов (солей перосмиевой кислоты {\displaystyle {\ce {H4OsO6}}}):
{\displaystyle {\ce {OsO4 + 2 KOH -> K2[OsO4(OH)2]}}}.
Восстанавливается водородом (при 25 °С) до оксида осмия(IV):
{\displaystyle {\ce {OsO4 + 2 H2 -> OsO2 + 2 H2O}}}.
Также его можно восстановить до оксида осмия(IV) оксидом азота(II) (при 600 °С):
{\displaystyle {\ce {OsO4 + 2 NO -> OsO2 + 2 NO2}}}.
Нагреванием тетраоксида осмия в атмосфере монооксида углерода можно получить триядерный додекакарбонил осмия:
{\displaystyle {\ce {3OsO4{}+24CO->[{\ce {165^{o}C,\ 80\ atm}}]Os3(CO)12{}+12CO2}}}.
В неполярных органических растворителях оксид осмия(VIII) присоединяется по двойным углеродным связям (C=C) непредельных органических соединений, образуя циклические эфиры осмиевой кислоты {\displaystyle {\ce {H2OsO4}}}, которые гидролизуются до цис-диолов (процесс син-гидроксилирования).

## Применение
- Краситель для микроскопии
- Используется в электронной микроскопии в качестве фиксатора и контрастного вещества
- Используется в органической химии как окислитель

## Токсикология и техника безопасности
Оксид осмия(VIII) (тетраоксид осмия) летуч, очень токсичен и поэтому должен храниться в запаянных ампулах.
Известно, что Карл Карлович Клаус (1796—1864), известный российский химик, исследователь металлов платиновой группы, впервые получив тетраоксид осмия, писал, что «вкус у этого соединения острый, перцеподобный…». Позже, в апреле 1845 года, Клаус отравился парами этого вещества и на две недели был вынужден прекратить работы.